# 德雷克斯維爾 (愛荷華州)
德雷克斯維爾（英語：Drakesville）是一個位於美國愛荷華州戴維斯縣的城市。

## 地理
德雷克斯維爾的座標為40°47′57″N 92°28′52″W / 40.79917°N 92.48111°W，而該地的平均海拔高度為269米（即883英尺）。

## 人口
根據2010年美國人口普查的數據，德雷克斯維爾的面積為0.65平方千米，當中陸地面積為0.65平方千米，而水域面積為0.00平方千米。當地共有人口184人，而人口密度為每平方千米283人。